# Євлаш
Євла́ш (рос. Евлаш) — річка в Сарапульському районі Удмуртії, Росія, ліва притока Кирикмаса.
Річка починається на південно-західній околиці колишнього села Хлистово. Протікає на північ та північний захід. У верхній течії пересихає. У нижній течії правий берег заліснений. Впадає до Кирикмаса в колишньому селі Чорний Єльник.
На річці розташовані колишні села Хлистово та Чорний Єльник.